# Walter Shnorkell
Walter Shnorkell est un acteur français.

## Filmographie

### Cinéma
- 2001 : Les Âmes câlines : un policier
- 2003 : Violence des échanges en milieu tempéré : le palpeur du métro
- 2003 : C'était le chien d'Eddy : Eddy
- 2004 : L'Incruste, fallait pas le laisser entrer ! : un policier
- 2004 : Agents secrets : le nettoyeur DGSE
- 2005 : De battre mon cœur s'est arrêté : Verodin
- 2005 : À bras le corps : le patron du bar
- 2007 : Truands : l'interprète
- 2008 : Stella : Riton
- 2009 : OSS 117 : Rio ne répond plus : Fayolle
- 2010 : Vénus noire : le dernier client de Saartjie
- 2010 : The Corner : le speaker
- 2011 : Les Aventures de Philibert, capitaine puceau : le comité
- 2011 : La Mer à l'aube : Capitaine du camp de Choisel
- 2011 : Ne nous soumets pas à la tentation : le chauffeur de taxi
- 2012 : Parlez-moi de vous : le deuxième auditeur
- 2012 : Comment survivre à une attaque zombie : le présentateur Musique du Générique: Hep! Taxidermiste! Walter Shnorkell & Royalties Feat. Mamfredos
- 2012 : Cloclo : l'invité physique patron
- 2012 : Hénaut Président : Carlo le forain
- 2015 : La Résistance de l'air : la troisième cible
- 2015 : Une famille à louer : l'avocat Violette
- 2015 : Mi Casa, Su Casa : Karlos the Caretaker
- 2016 : Orpheline : Waldo le Flambeur
- 2018 : La Monnaie de leur pièce : l'agent immobilier
- 2018 : L'Ariel (court métrage) : Francesco the Producer

### Télévision
- 2001 : Les Enquêtes d'Éloïse Rome : le deuxième inspecteur (1 épisode)
- 2002 : Avocats et Associés : le fossoyeur (1 épisode)
- 2007 : Boulevard du Palais : Chauffeur Baudoin (1 épisode)
- 2008 : Un flic : le directeur de la prison (1 épisode)
- 2010 : Engrenages : l'employé du bureau des scellés (1 épisode)
- 2011 : Les Beaux Mecs : Dédé (4 épisodes)